# Кожанов Денис Станіславович
Дени́с Станісла́вович Кожа́нов (13 червня 1987, Гірник, Донецька область) — український футболіст, правий вінгер. Найбільш відомий виступами за львівські «Карпати», екс-гравець збірної України. Найкращий асистент Прем'єр-ліги 2009/10 — віддав 13 (за деякими даними 14) результативних передач, найкращий бомбардир Першої ліги України 2019/20.

## Біографія

### Клубна кар'єра
Перший тренер — Микола Михайлович Черненко.
У дитячо-юнацькій футбольній лізі виступав за маріупольські ДЮСШ-3 та «Іллічівець», потім грав у системі резервних команд донецького «Шахтаря». За головну команду «гірників» провів тільки 1 гру — 17 червня 2007 року, коли Мірча Луческу на матч останнього туру виставив запасний склад.
Під час зимової перерви в першості 2007/08 перейшов до львівських «Карпат» на правах оренди разом з Ігорем Ощипком. Їх запросив тодішній наставник «Карпат» Валерій Яремченко, який добре знав можливості футболістів, адже довгий час працював у «Шахтарі». «Карпати» придбали 40 % економічних прав на орендованого гравця, 60 % залишилось у власності «Шахтаря» (Донецьк).

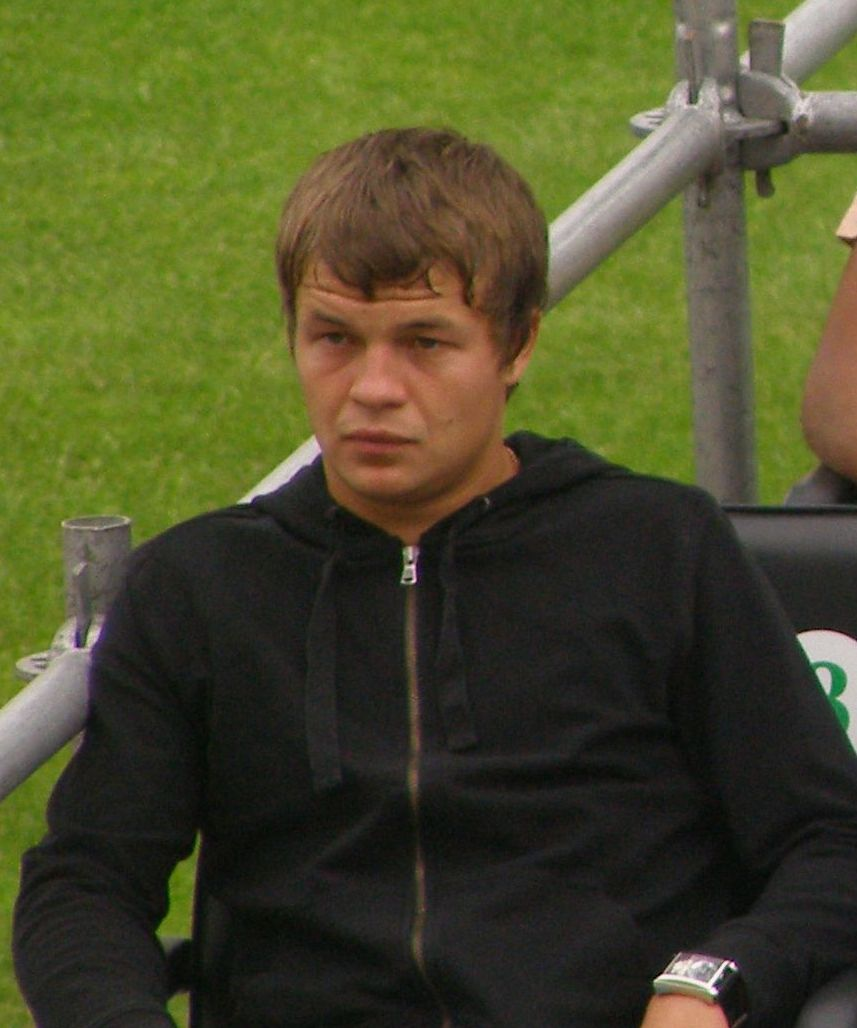
Денис Кожанов у 2010 році.

У «Карпатах» грав на правому фланзі півзахисту. У сезоні 2009/10 Денис Кожанов став найкращим асистентом Прем'єр-ліги, віддавши 13 результативних передач. Натомість за даними газети «Команда» він віддав 14 гольових пасів, повторивши рекорд чемпіонату України, встановлений Валентином Белькевичем у сезоні 2000/2001. Крім того, грав за львівський клуб у Лізі Європи (11 ігор, 2 голи), кубку України (4 гри, 1 гол) та чемпіонаті дублерів (7 ігор, 5 голів).
Після закінчення терміну оренди, 30 червня 2011 року, клуби не змогли дійти згоди щодо викупу «Карпатами» усіх прав на футболіста. 8 липня 2011 року гравець перейшов до «Іллічівця» (Маріуполь), на правах оренди на один рік. Цим «Шахтар» порушив п. 2 контракту з львівським клубом, де зазначено: «якщо ФК „Шахтар“ отримає від третьої сторони пропозицію щодо оренди прав на Футболіста, яку ФК „Шахтар“ буде готовий прийняти, перед тим, як прийняти цю пропозицію, ФК „Шахтар“ повинен буде письмово запропонувати ФК „Карпати“ орендувати права на Футболіста на умовах, вказаних в такій пропозиції третьої сторони…». З умовою продовження оренди донецький клуб до «Карпат» не звертався. Прес-служба «Шахтаря» заявила, що бажання перейти до «Іллічівця» виявив сам футболіст. Після цього клуби вирішили проблему — «Шахтар» викупив у «Карпат» решту 40 % економічних прав на гравця, ставши власником 100 % прав. За це «Карпатам» було виплачено суму в 7,8 млн гривень.
Через це з липня 2011 року гравець, який продовжував належати «Шахтарю», перебував в оренді в «Іллічівці» (Маріуполь), де виступав до кінця 2012 року. За цей час провів у Прем'єр лізі 38 ігор (6 голів), в чемпіонаті дублерів — 4 (2 голи) і одну кубкову зустріч (1 гол).
На початку 2013 року перейшов у першоліговий «Севастополь», з яким того ж сезону виграв Першу лігу і продовжив виступати за клуб в еліті, провівши за наступний сезон 24 матчі (1 гол). Влітку 2014 року, після зняття «Севастополя» зі змагань, повернувся в «Шахтар».
26 липня 2014 року уклав річну орендну угоду з львівськими «Карпатами», за які раніше вже виступав. На початку травня 2016 року залишив львівський клуб. У червні того ж року став гравцем «Дачії», але вже на початку липня, за обопільною згодою сторін, залишив кишинівський клуб.
19 липня 2016 року офіційно повернувся до «Іллічівця». У січні 2018 року розірвав угоду з азовським клубом і перейшов до «Вереса».
На початку літа 2018 року перейшов до луцької Волині, за яку в подальшому провів два сезони, зігравши за волинян 57 матчів, в яких відзначився 34-ма голами. У сезоні 2019/20 став кращим бомбардиром Першої ліги (18 м'ячів). 19 липня 2019 року навмисно не реалізував пенальті під час контрольного матчу з ФК «Львів», підтримавши футболістів суперника та своєї команди, які були незгодні з рішенням арбітра. Матч завершився з рахунком 2:1 на користь львівської команди.
19 серпня 2020 року підписав контракт із прем'єр-ліговим «Минаєм». За команду провів 20 матчів в чемпіонаті, утім відзначитися бодай голом не зумів.
У 2021 році втретє повернувся до Львова, ставши гравцем друголігових «Карпат». У наступному сезоні разом із командою вийшов до Першої ліги. З початку сезону 2023/24 став помічником головного тренера Романа Гнатіва у «Карпатах-2». Інколи, коли є необхідність, виходив на поле. Наприкінці 2023 року завершив ігрову кар'єру і зосередився на роботі у тренерському штабі другої команди «Карпат».

### Збірна
4 вересня 2010 року дебютував у національній збірній України, виїзною грою проти збірної Польщі (1:1); потім його залучали до товариських ігор збірної. Але після того, як Кожанов покинув «Карпати» влітку 2011 року, його перестали викликати до складу збірної.

## Особисте життя
Одружений. З дружиною Ольгою виховують доньку Каріну (2011 р. н.). Свідком (дружбою) на весіллі був Олег Голодюк.

## Досягнення
- Переможець Першої ліги України (2) : 2012/13, 2016/17
- Кращий бомбардир Першої ліги України: 2019/20